# Langues officielles de l'Organisation des Nations unies
Il existe six langues officielles utilisées par l'Organisation des Nations unies (ONU). Il s'agit de l'anglais, de l'arabe, du chinois (mandarin), de l'espagnol, du français et du russe.

## Description
Ces langues sont utilisées lors des réunions des différents organes de l'ONU, en particulier à l'assemblée générale des Nations unies et au Conseil de sécurité. Chaque représentant d'un pays peut s'exprimer dans l'une de ces six langues ou, s'il souhaite s'exprimer dans sa propre langue, il devra fournir un interprète qui traduira dans l'une des six langues officielles qui deviendra relais pour les cinq autres.
Les six langues officielles servent également à la diffusion de documents officiels. Tant que les documents ne sont pas disponibles dans les six langues officielles, ils ne sont pas publiés. Généralement, les textes dans les six langues font foi de manière égale. Ceci a pu poser quelques problèmes d'interprétation, en particulier la résolution 242 du Conseil de sécurité, à propos des Territoires palestiniens occupés par Israël.
Quand les Nations unies ont été fondées en 1945, cinq langues officielles ont été choisies : l'anglais, le mandarin (officiellement appelé « chinois » dans la liste officielle), l'espagnol, le français et le russe. L'arabe a été ajouté le 18 décembre 1973, par la résolution 3191 (XXVIII) de l'Assemblée générale des Nations unies.
Le secrétariat des Nations unies utilise deux langues de travail : l'anglais et le français. Dans les faits, tous les secrétaires généraux parlent ces deux langues couramment.

## Représentativité des langues
Les six langues officielles parlées à l'ONU sont la langue maternelle ou la seconde langue de 2,8 milliards de personnes sur la planète, soit près de 40 % de la population mondiale. Elles sont une des langues officielles de plus de la moitié des États du monde (une centaine).

Le monde anglophone.
Le monde francophone.
Le monde hispanophone.
Le monde russophone.
Le monde sinophone.
Le monde arabophone.
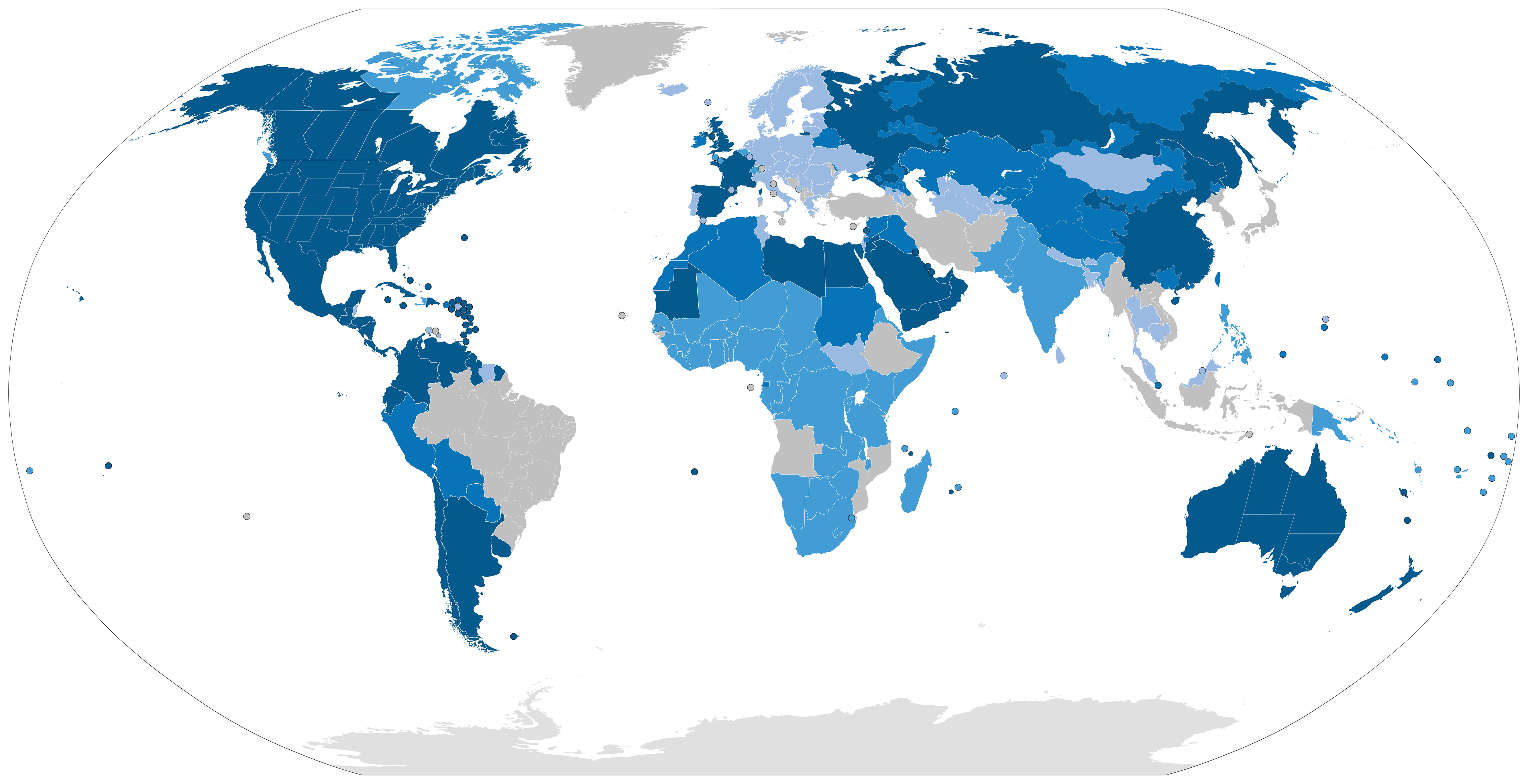
Étendue des six langues combinées.

Parmi les langues les plus parlées dans le monde, l'hindi (2e) et le portugais (5e) ne sont pas des langues officielles de l'ONU. Les nombreuses variantes constituant l'hindoustani compliquent leur reconnaissance en tant que langue officielle. L'hindoustani est peut-être aussi trop limitée dans l'espace mondial.
En 2001, les Nations unies ont été critiquées pour avoir trop recours à l’anglais et pas assez aux cinq autres langues officielles ; et les pays membres hispanophones portent officiellement ce problème à l’attention du secrétaire général. En parallèle, un mouvement émerge visant à ajouter d'autres langues officielles ou à créer un groupe de langues semi-officielles pour les langues comptant plus de 50 millions de locuteurs. Cela ne s'est pas produit. Le secrétaire général Kofi Annan répond à ces critiques en disant que la parité totale des six langues officielles était irréalisable dans le cadre des restrictions budgétaires actuelles, mais qu'il attachait néanmoins une grande importance à l'amélioration de l'équilibre linguistique et travaillait pour accroître la parité entre les 6 langues officielles existantes.
Le 8 juin 2007, dans des résolutions concernant la gestion des ressources humaines à l'ONU, l'Assemblée générale souligne « l'importance primordiale de l'égalité des six langues officielles de l'ONU » et demande au secrétaire général « d'assurer que les avis de vacance précisaient la nécessité d'utiliser l'une ou l'autre des langues de travail du Secrétariat, à moins que les fonctions du poste n'exigent une langue de travail spécifique ».
En 2008 et 2009, des résolutions de l'Assemblée générale exhortent le Secrétariat à respecter la parité des six langues officielles, notamment dans la diffusion de l'information publique.

## Cas des autres langues

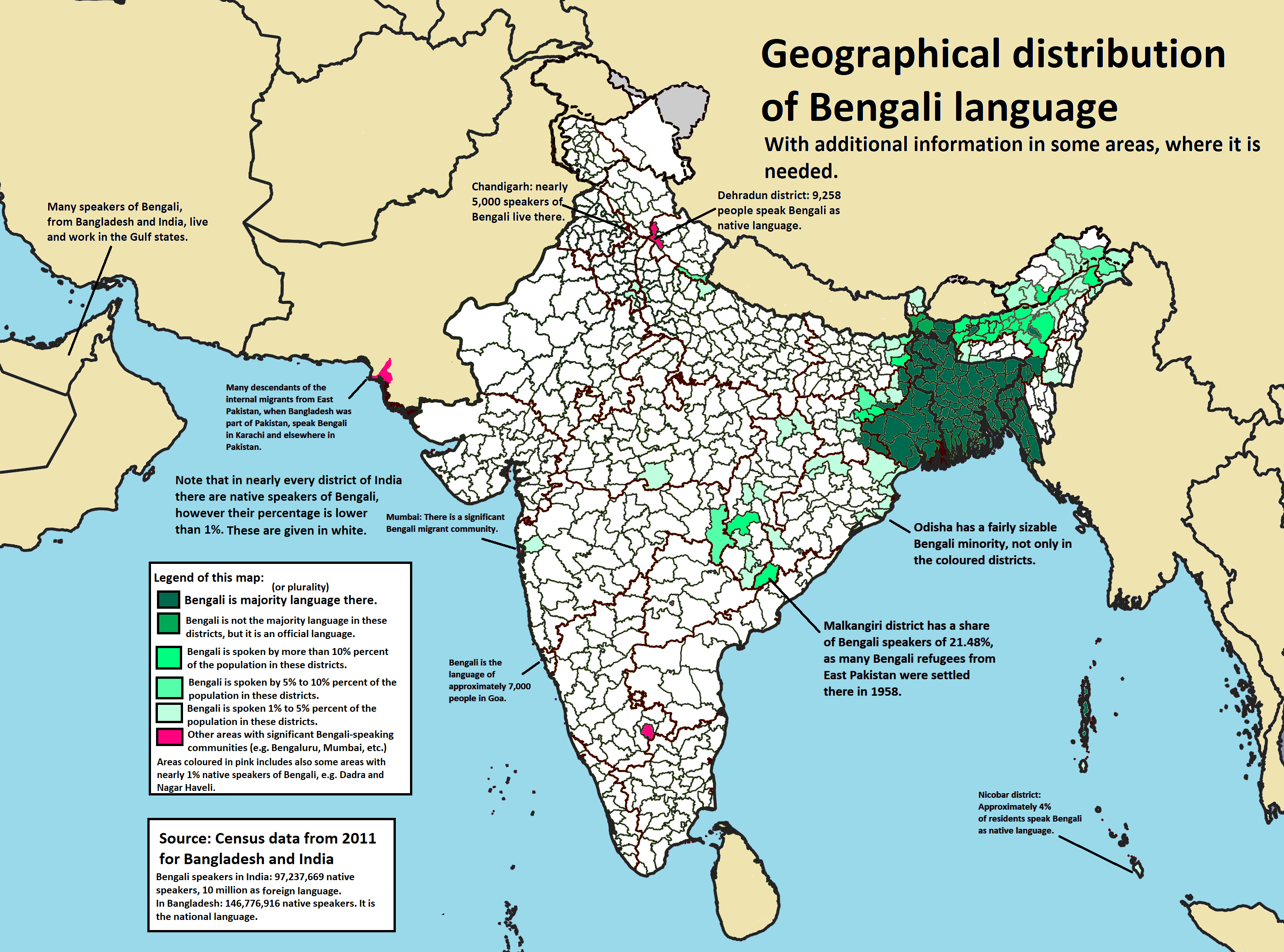
Aire de diffusion du bengali.
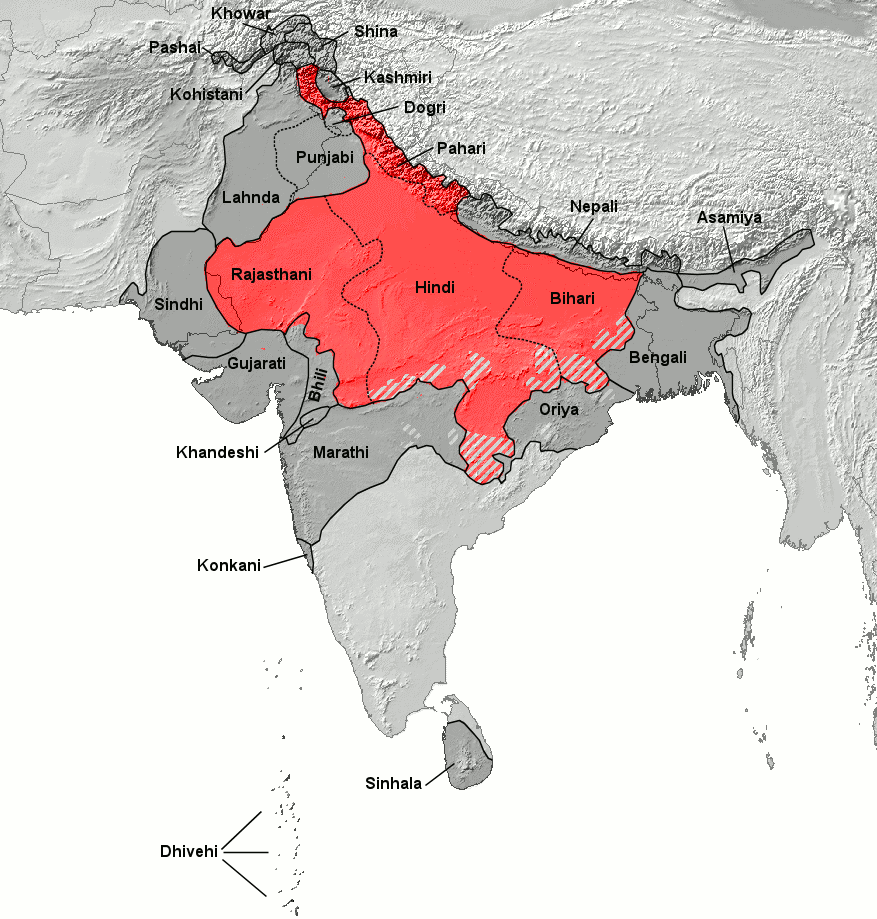
Aire de diffusion de l'hindi.
Aire de diffusion du malais (dont l'indonésien est une variété).
Aire de diffusion du portugais.
Aire de diffusion du swahili.
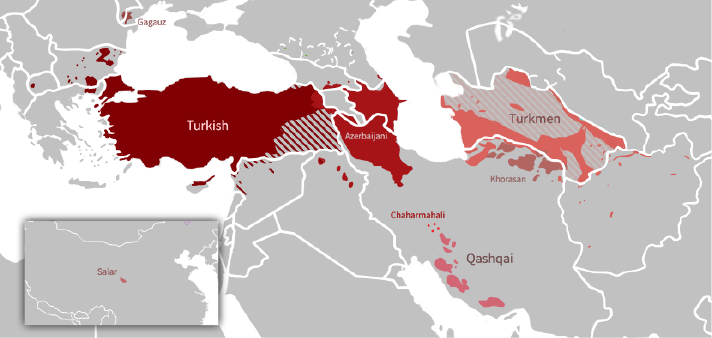
Aire de diffusion des langues oghouzes (langues fortement apparentées dont le turc fait partie).

Bien que cela ne soit pas officiel, divers individus et États ont évoqué de manière informelle la possibilité d'ajouter une nouvelle langue officielle pour des besoins de représentativité. Il a été noté que les six langues officielles actuelles étaient principalement parlées dans l’hémisphère nord ; aussi, bon nombre des langues proposées sont parlées dans l’hémisphère sud. La plupart des langues proposées sont des langues mondiales et se classent au niveau 0 (« international ») sur l'échelle EGIDS ; elles ont tendance à être des lingua francas qui sont soit supra-régionales, soit supercentrales selon la Liste hiérarchique des langues.

### Cas du bengali
Le bengali est la cinquième langue maternelle la plus parlée au monde, avec plus de 237 millions de locuteurs natifs, auxquels s'ajoutent encore 41 millions qui le parlent comme langue seconde,. En avril 2009, le Premier ministre du Bangladesh Sheikh Hasina a soutenu devant l'Assemblée générale des Nations unies que la langue bengali devrait devenir l'une des langues officielles de l'ONU. Une résolution adoptée à l'unanimité par l'assemblée de l'État indien du Bengale occidental en décembre de cette même année a appuyé cette demande.

### Cas de l'hindi
L'hindi est la quatrième langue maternelle la plus parlée au monde, après le mandarin, l'espagnol et l'anglais. C'est l'une des langues officielles de l'Inde et des Fidji et ses dialectes apparentés sont encore parlés par de petites minorités au Népal. L'hindi est mutuellement intelligible à un haut degré avec l'ourdou, qui est officiel et parlé au Pakistan ; ces deux langues sont souvent considérés comme une même langue, appelée hindoustani ou hindi-ourdou. L'hindi est la lingua franca de la partie nord de l'Inde et du Pakistan, et son importance en tant que langue mondiale augmente.
En 2007, il a été rapporté que le gouvernement indien « prendrait des mesures diplomatiques immédiates pour demander le statut de langue officielle de l'hindi aux Nations Unies ». Selon un communiqué de presse de 2009 de son ministère des Affaires étrangères, le gouvernement indien « travaille activement » pour que l'hindi soit reconnu comme langue officielle de l'ONU,. En 2015, le vice-président népalais Paramanand Jha a déclaré lui aussi son ferme soutien à l'inclusion de l'hindi comme langue officielle de l'ONU.

### Cas de l'indonésien
L'indonésien est la langue officielle et nationale de l'Indonésie ; il s'agit d'une variété standardisée du malais, une langue utilisée comme lingua franca dans l'archipel indonésien depuis des siècles. L'Indonésie est le quatrième pays le plus peuplé du monde, avec plus de 279 millions d'habitants dont la majorité parlent indonésien, ce qui en fait l'une des langues les plus parlées au monde (11e place selon Ethnologue). L'indonésien est également mutuellement intelligible avec le malais parlé en Malaisie, à Brunei et à Singapour.
Le ministère indonésien de l'Éducation et de la Culture promeut de plus en plus l'indonésien comme langue internationale, l'un des objectifs étant d'obtenir le statut de langue officielle de l'ONU d'ici 2045
.

### Cas du portugais
Le portugais fait débat, et les lusophones prônent une plus grande reconnaissance de leur langue, puisque parlée en Europe (Portugal), Amérique (Brésil), Afrique (Angola, Mozambique, Cap-Vert, Guinée Bissau, Guinée équatoriale, Sao Tomé-et-Principe) et Asie (Timor oriental, Macao, Goa). C'est même la langue maternelle la plus parlée dans l'hémisphère sud. De ce fait, la Communauté des pays de langue portugaise (CPLP) demande un statut officiel de cette langue (avec 240 millions d'habitants utilisant cette langue couramment) alors que l'utilisation du portugais croît fortement grâce à l'augmentation de la population brésilienne.
En 2018, le bulletin des Nations unies a commencé à être publié en portugais ; et, en 2020, la Journée de la langue portugaise des Nations unies a été créée, s'ajoutant ainsi aux différentes journées associées aux six langues officielles de l'ONU.

### Cas du swahili
Le swahili sert de lingua franca dans toute l’Afrique orientale et est particulièrement répandu dans la région des Grands Lacs. Il est officiel en Tanzanie, au Kenya, au Rwanda et en République démocratique du Congo, ainsi que dans l'Union africaine. Il s'agit en effet de l'une des langues les plus parlées en Afrique. Le swahili est en outre déjà utilisé officieusement dans de nombreuses organisations des Nations unies, car l'ONU a un bureau à Nairobi (l'Office des Nations unies à Nairobi) ; la branche médiatique de l'ONU, UN News, propose déjà des traductions de ses articles en swahili.

### Cas du turc
En septembre 2011, lors d'une réunion avec le secrétaire général de l'ONU Ban Ki-moon, le Premier ministre turc Recep Tayyip Erdoğan a exprimé le désir de voir le turc devenir une langue officielle de l'ONU,.